# Valentina Leskaj
Valentina Abedin Leskaj (ur. 1 listopada 1948 w Tepelenie) – albańska ekonomistka i polityk, przewodnicząca Zgromadzenia Albanii (2017), minister pracy i spraw społecznych (2002-2003).

## Życiorys
Córka Abedina i Hajrije. Ukończyła studia z zakresu ekonomii politycznej na Uniwersytecie Tirańskim, a następnie studia podyplomowe w Rutgers University w New Jersey. Po ukończeniu studiów, w latach 1979-1987 prowadziła wykłady dla studentów Uniwersytetu Tirańskiego. W 1983 objęła stanowisko redaktor naczelnej czasopisma Shqiptarja e Re, wydawanego przez Socjalistyczny Związek Kobiet Albanii. Należała do grona założycieli Centrum na rzecz Kobiet i Pokoju, działającego na Bałkanach pod patronatem UNESCO, pełniła także funkcję wiceprzewodniczącej tej organizacji. W latach 2003–2014 kierowała Albańskim Centrum Problemów Ludnościowych i Rozwoju.
Działaczka Socjalistycznej Partii Albanii. W 2002 objęła stanowisko ministra pracy i spraw społecznych, które pełniła do końca 2003. W latach 2003–2004 kierowała komisją parlamentarną pracy i spraw społecznych. W tym samym czasie została wybrana przewodniczącą delegacji parlamentu albańskiego na Zgromadzenie Parlamentarne Rady Europy, w latach 2014-2016 pełniła funkcję wiceprzewodniczącej tego Zgromadzenia. W latach 2005–2013 Leskaj kierowała parlamentarną komisją d.s. edukacji i mediów. W latach 2007–2009 przewodniczyła klubowi parlamentarnemu Socjalistycznej Partii Albanii. W lipcu 2017 objęła stanowisko przewodniczącej albańskiego parlamentu, jako druga kobieta w historii Albanii. Stanowisko to sprawowała przez dwa miesiące. W roku 2017 zrezygnowała z aktywności politycznej. W 2021 wydała książkę Politika si ide (Polityka jako idea).
Była mężatką (mąż Astrit zmarł w 2021), ma dwóch synów (Arian i Besnik).

## Publikacje
- Valentina Leskaj: Në Shtëpinë e Bardhë për planifikimin familjar. Tirana: Shtepia Botuese Luarasi, 2000. ISBN 99927-674-6-4. Brak numerów stron w książce
- Valentina Leskaj: Asimetrite e Zhvillimit si Shkak i Varferise. Tirana: Shtepia Botuese Luarasi, 2016. ISBN 978-9928-190-67-3. Brak numerów stron w książce